# Maytenus stipitata
Maytenus stipitata là một loài thực vật thuộc họ Celastraceae. Đây là một cây gỗ đặc hữu của México.